# Dekeyseria pulcher
Dekeyseria pulcher és una espècie de peix de la família dels loricàrids i de l'ordre dels siluriformes.

## Morfologia
- Els mascles poden assolir 10 cm de longitud total.[1][2]

## Alimentació
Menja algues.

## Hàbitat
És un peix d'aigua dolça i de clima tropical (24 °C-28 °C).

## Distribució geogràfica
Es troba a Sud-amèrica: conca del Canal Casiquiare i rius Orinoco i  Negro.